# Egidio Manek
Egidio Manek (* in Tilomar, Cova Lima, Portugiesisch-Timor), auch bekannt als Igidio oder Izidio Manek, war der stellvertretende Führer der pro-indonesischen Miliz Laksaur (deutsch Adler) im Distrikt Cova Lima (Osttimor), mit 500 Mitgliedern und 200 Feuerwaffen.

## Werdegang
Die im Februar 1999 gegründete Laksaur hatte ihr Hauptquartier im Polizeigebäude von Salele. Chef der Miliz war Maneks Bruder Olivio Mendonça Moruk.
Seitdem Indonesiens Präsident Habibie am 29. Januar das Unabhängigkeitsreferendum in Osttimor 1999 angekündigt hatte, attackierten die Milizen Unabhängigkeitsbefürworter und bedrohten die Bevölkerung.  Am 5. April nahmen Manek mit seiner Miliz und regulären Soldaten des örtlichen Hauptquartiers Tilomar (Koramil) fünf Zivilisten gefangen, folterten sie und hielten sie zwei Tage fest. Die Gründe für die Gefangennahme sind nicht klar. Zwei Tage später wurden vier weitere Zivilisten gefangen genommen und zum Militärhauptquartier Covalima (Kodim 1635 Covalima) gebracht. Im Juli 1999 versuchte Manek Dorfbewohner in der Region Suai daran zu hindern, Taufurkunden von der Kirche abzuholen, die sie für die Registrierung beim Referendum benötigten. Weitere Übergriffe und Morde werden Manek vorgeworfen.
Am 4. September 1999 wurde um 10 Uhr morgens der Sieg der Unabhängigkeitsbefürworter verkündet. Vier Stunden später begannen Mitglieder der Miliz Laksaur, Polizisten (die Teil der Streitkräfte waren) und reguläre Soldaten Häuser in Debos niederzubrennen und wild herumzuschießen. Mehrere Täter wurden von Zeugen identifiziert, darunter Laksaur-Chef Olivio Mendonça Moruk. Der Leichnam eines erschossenen Teenagers wurde auf einem Polizeifahrzeug weggebracht. Am Morgen des 6. September 1999 versammelte sich die Miliz Laksaur an ihrem Hauptquartier in Salele. Nachdem ein Lastwagen mit indonesischen Soldaten eingetroffen war, erklärte Olivio Mendonça Moruk seinen Männern, man werde heute die Kirche von Suai angreifen, wo sich mehrere hundert Flüchtlinge aufhielten. Die Milizionäre fuhren dann zunächst zum Militärhauptquartier von Cova Lima (Kodim 1635 Covalima) in Suai, dann zum Haus des Distriktschefs (Bupati) Oberst Herman Sedyono. Am Nachmittag verließen die Milizionäre das Haus. Milizen und Soldaten umzingelten die Kirche und griffen sie an. Augenzeugen berichten, dass Manek dabei den Pater Hilario Madeira erschoss. Danach trat der Milizionär den Körper des Priesters. Beim Kirchenmassaker von Suai wurden insgesamt bis zu 200 Menschen ermordet.
Nachdem Indonesien sich nach der Ankunft der Internationalen Streitkräfte Osttimor (INTERFET), die wieder für Ordnung sorgten, aus Osttimor zurückzog, flohen viele Milizionäre in das indonesische Westtimor, darunter auch Manek und sein Bruder Moruk, die nach Atambua, nahe der Grenze gingen. Die Milizenführer kündigten einen Guerillafeldzug zur Rückeroberung Osttimors an. Unter den osttimoresischen Flüchtlingen in Atambua nahm Manek großen Einfluss. Indonesische Staatsanwälte, die ihn wegen des Kirchenmassakers verhören sollten, führten dies nicht aus, weil sie ihn in Atambua im Mai 2000 „nicht finden konnten“. Am 18. April 2000 brachten indonesische Soldaten noch westliche Journalisten zu Manek. Manek war inzwischen von osttimoresischen Menschenrechtsgruppen beschuldigt worden, ein 16-jähriges Mädchen, Juliana dos Santos, entführt und vergewaltigt zu haben, nachdem er ihren Bruder in Suai getötet hatte. Er nutzte diese Gelegenheit, um sich zu verteidigen, indem er sagte, sie sei freiwillig seine Frau gewesen.
Am 6. September 2000 hielt der Führer aller osttimoresischen Milizen João Tavares in Atambua eine „Trauerzeremonie“ anlässlich des Jahrestages des Referendums ab. Nach der Zeremonie griffen Milizionäre Moruk an. Unter den Angreifern waren Egidio Manek und andere Familienmitglieder sowie Verwandte vom Milizionär Maternus Bere. Moruk kam ums Leben. Seine Anhänger stürmten daraufhin wutentbrannt das lokale Büro des UNHCR. Drei ausländische Mitarbeiter kamen dabei ums Leben. In Folge zog sich das UNHCR aus Westtimor zurück.
Eine Woche vor seiner Ermordung war Moruk von der indonesischen Generalstaatsanwaltschaft wegen seiner Gewalttaten in Osttimor angeklagt worden. Er war bereits im Dezember 1999 von der indonesischen Untersuchungskommission für Menschenrechtsverletzungen in Osttimor (KPP-HAM) in Jakarta verhört worden und sollte im Verfahren gegen Leutnant Sugito und Oberst Sedyono aussagen, die das Kirchenmassaker in Suai angeordnet haben sollen. Dies hätte die institutionelle Schuld der indonesischen Streitkräfte bei der Gewalt in Osttimor 1999 offengelegt. Der indonesische Generalstaatsanwalt Marzuki Darusman vermutete daher einen politisch motivierten Mord. Unter den Milizionären ging nun die Angst um, dass sie ebenfalls von der indonesischen Regierung ermordet werden könnten.
Manek wurde in Abwesenheit vor den Special Panels for Serious Crimes in Dili wegen Verbrechen gegen die Menschlichkeit angeklagt. Neben dem Kirchenmassaker warf man ihm und seinen Untergebenen 14 Morde, 52 Entführungen und Folterungen von 49 Zivilisten zwischen dem 27. Januar und dem 30. Oktober 1999 vor. Dazu kam die Deportation Tausender Zivilisten nach Westtimor, nach Bekanntgabe des Wahlergebnisses. Da Manek aber in Westtimor blieb, entging er dem Verfahren.
Im April 2001 wurde Manek, weil er „nicht auffindbar“ sei von der Fahndungsliste gestrichen. Als er und seine Bande aber im Frühjahr 2001 in einer massiven Schlägerei einen indonesischen Soldaten in Atambua töteten, wurden Manek und 22 seiner Anhänger von der indonesischen Polizei verhaftet.